# Армянськ
Армя́нськ (МФА: [ɐrˈmʲanʲsʲk] ( прослухати); до 1921 року — Ермєні́ База́р, крим. Ermeni Bazar. Також Вірме́нське) — місто в Україні в Перекопському районі у складі Автономної Республіки Крим. Колишнє місто республіканського підпорядкування.

## Назва
До 1921 року місто мало назву Ермєні Базар (крим. Ermeni Bazar — Вірменський базар), однак пізніше назву скоротили до Ермєні (крим. Ermeni, вірм. Արմյանսկ). На мапі адміністративного поділу УСРР 1923 року позначено як Армянский базар. Україномовні жителі навколишніх сіл називали це селище Вірменське. Потім уживалася зросійщена назва Армянськ (рос. Армянск), яка збереглася і донині.

## Географія
Місто розташоване на Перекопському перешийку між Чорним морем і затокою Сиваш. Через нього проходить Північно-Кримський канал. Розташоване за 141 км на північ від Сімферополя (автошлях E97 Н05). Є залізнична станція на залізниці Херсон-Джанкой.

## Населення
Населення — 22,5 тис. осіб у 2011 році, 24,5 тис. — станом на 2001 рік.
Національний склад населення за українським переписом 2001 та переписом окупаційної російської влади 2014.
|                 | 2001        | 2001      | 2014        | 2014      |
|                 | чисельність | частка, % | чисельність | частка, % |
| --------------- | ----------- | --------- | ----------- | --------- |
| росіяни         | 14 969      | 55,7      | 13 754      | 56,3      |
| українці        | 9 722       | 36,2      | 6 618       | 27,1      |
| кримські татари | 949         | 3,5       | 704         | 2,9       |
| білоруси        | 299         | 1,1       | 163         | 0,7       |
| вірмени         | 94          | 0,3       | 69          | 0,3       |
| татари          | 87          | 0,3       | 307         | 1,3       |
| молдовани       | 85          | 0,3       | 67          | 0,3       |
| азербайджанці   | 82          | 0,3       | 119         | 0,5       |

За даними перепису населення 2001 року, у місті мешкало 24 508 осіб. Мовний склад населення міста був таким:
| Мова              | Число ос. | Відсоток |
| ----------------- | --------- | -------- |
| українська        | 4093      | 16,7     |
| російська         | 19751     | 80,59    |
| кримськотатарська | 422       | 1,72     |
| білоруська        | 42        | 0,17     |
| вірменська        | 32        | 0,13     |
| молдовська        | 17        | 0,07     |
| болгарська        | 10        | 0,04     |
| циганська         | 5         | 0,02     |

## Історія
Поблизу Армянська виявлено крем'яні знаряддя праці доби неоліту. На околицях селища і берегах солоних озер до наших днів збереглася велика кількість курганів з похованням доби бронзи і скіфо-сарматських часів. Виявлено також залишки античного і середньовічного поселень. Неподалік Армянська, через весь Перекопський перешийок від Каркінітської затоки до Сиваша, проходять рів та вал довжиною 8 км, завширшки 40—45 метрів, висотою близько 20 метрів, споруджені, ймовірно, у далекі скіфські часи. Існує думка, що в давнину рів був каналом, який з'єднував Чорне й Азовське моря.
У XVII столітті на місці сучасного Армянська існував перевалочний торговий пункт на так званому Чумацькому шляху, де чумаки міняли різні товари на сіль. У 1730-х роках сюди переселилася значна частина жителів містечка Перекоп, переважно вірмени і греки. 1736 року це поселення назвали Ермєні Базар (Вірменський Базар), або Єні Базар (Новий Базар). З часом воно стало значним центром збуту овечих шкур і шерсті, перепродажу солі, яку видобували в навколишніх озерах.
Зайнятий нацистськими військами в ході Другої світової війни 26 вересня 1941 року. Вже 27 вересня 1941 49-а кавалерійська дивізія вибила з Армянська німців, проте 30 вересня 1941 року радянські частини відступили до Литовського півострова. Відвойований радянськими військами 11 квітня 1944 року.
1954 року у складі Кримської області був приєднаний до Української РСР.
З 1968 року Армянськ — селище міського типу, а в 1991 році одержало статус міста.
З 1991 року — у складі незалежної України.
У березні 2014 року незаконно анексований Російською Федерацією.
У серпні 2018 стався викид шкідливої хімічної речовини на прилеглому заводі.

## Економіка
Провідні підприємства:

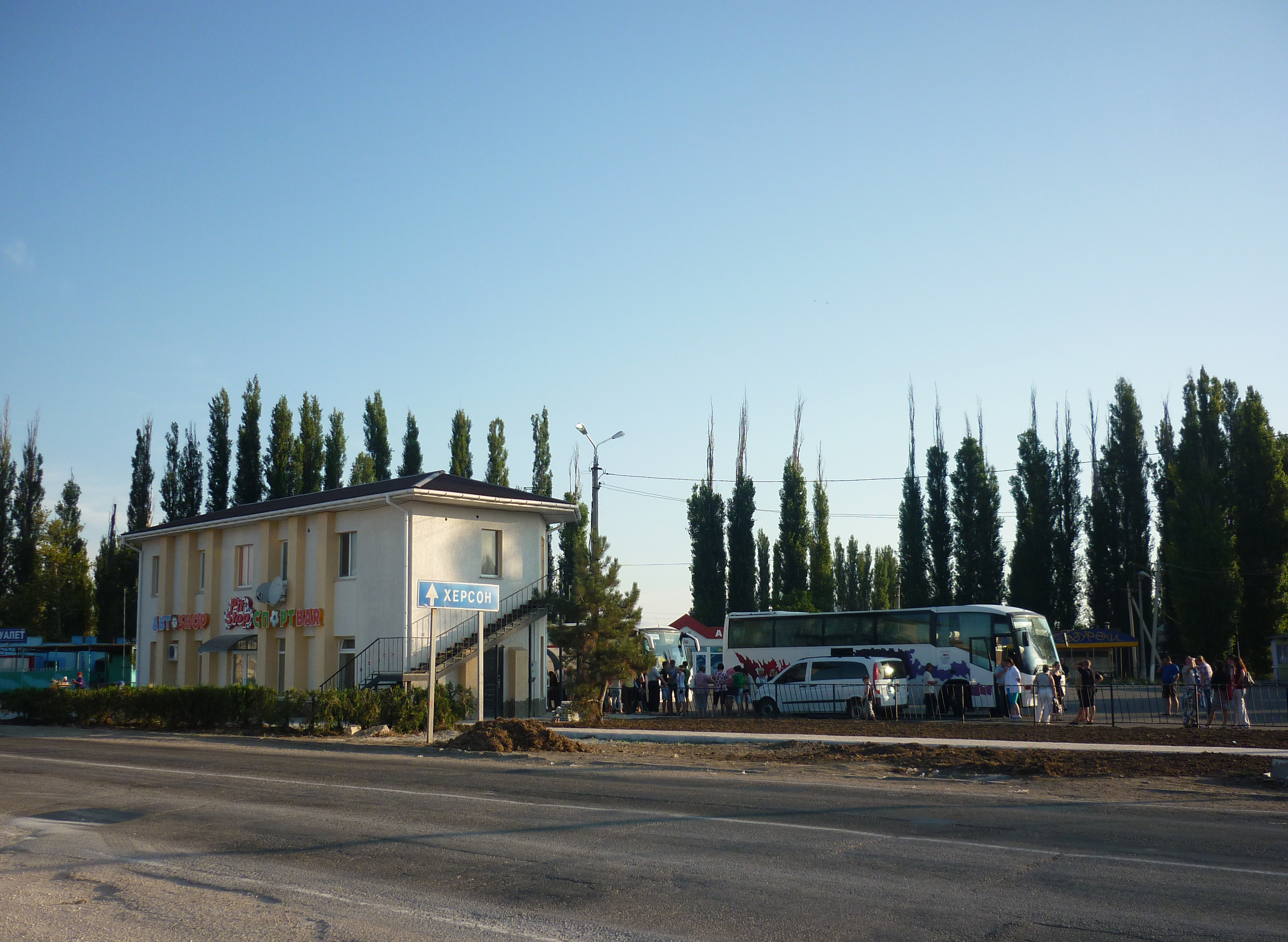
Автостанція

- Кримське державне ЗАТ «Кримський Титан» — виробляє двоокис титану, сірчану кислоту, мінеральні добрива, замінований російськими військами 31 травня 2023 року.
- Завод залізобетонних виробів

## Соціальна сфера

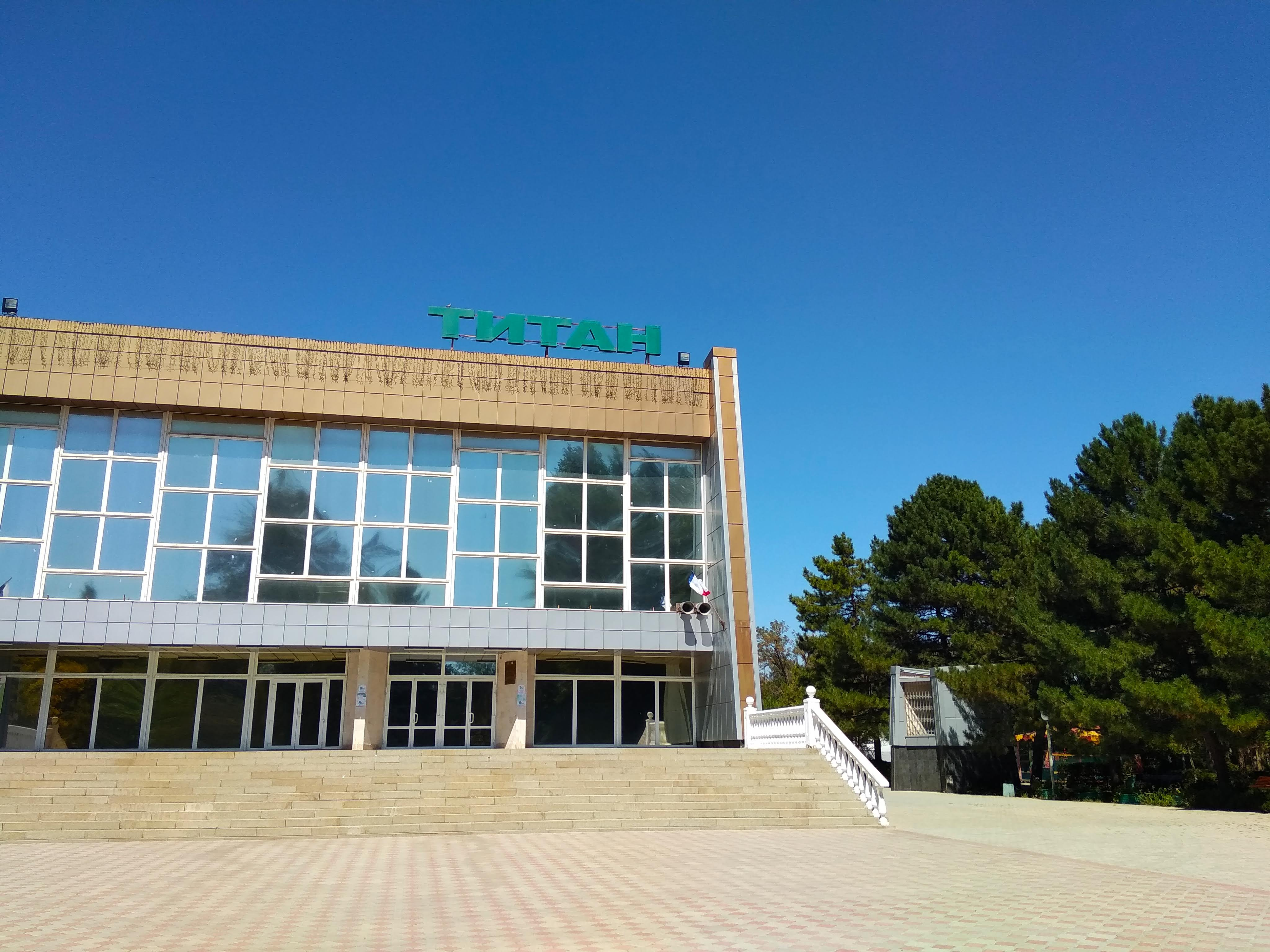
Центр культури та дозвілля Армянська «Титан»

У місті чотири загальноосвітніх і музична школи, вище професійно-технічне училище, філіал Херсонського національного технічного університету; центральна міська лікарня; Центр культури та дозвілля Армянська «Титан», 3 бібліотеки, історичний краєзнавчий музей; ДЮСШ, футбольний клуб «Титан», клуб бігунів «Тонус».
Діють відділення літературно-музичний клуб «Каркиніт», Асоціація живописців, Свято-Георгіївська та Святого Миколая церкви УПЦ МП, мечеть Ермені Базар Джамісі.
До 2014 року працювали відділення «Промінвестбанку», «Укрексімбанку», «Правексбанку», «Ощадбанку».

## Пам'ятники, пам'ятки
- Пам'ятки архітектури — Християнська церква (XVIII століття), історичний заповідник «Перекопський вал».
- Пам'ятники — танк Т-34 та катюша.

На території Армянської міськради Криму нараховується 12 пам'яток архітектури, усі — місцевого значення.

## Відомі люди
У місті народились:
- Манук Магдесян — вірменський художник.
- Митрофан Король (1874—1920) — український поет і драматург.
- Ілля Казас — видатний караїмський просвітитель, педагог і поет.
- Емілія Лебедеєва — караїмська громадська діячка, караїмознавиця, педагогиня і краєзнавиця.
- Петро Кованько — український правознавець і економіст.
- Сергій Палічук — український військовий, позивний Окунь, загинув 5 січня 2024 року, за день до свого 53-річчя, під час виконання службових обов’язків поблизу села Богданівка, що в Бахмутському районі Донеччини.[8]

У місті деякий час працював художник Микола Самокиш.

## Галерея

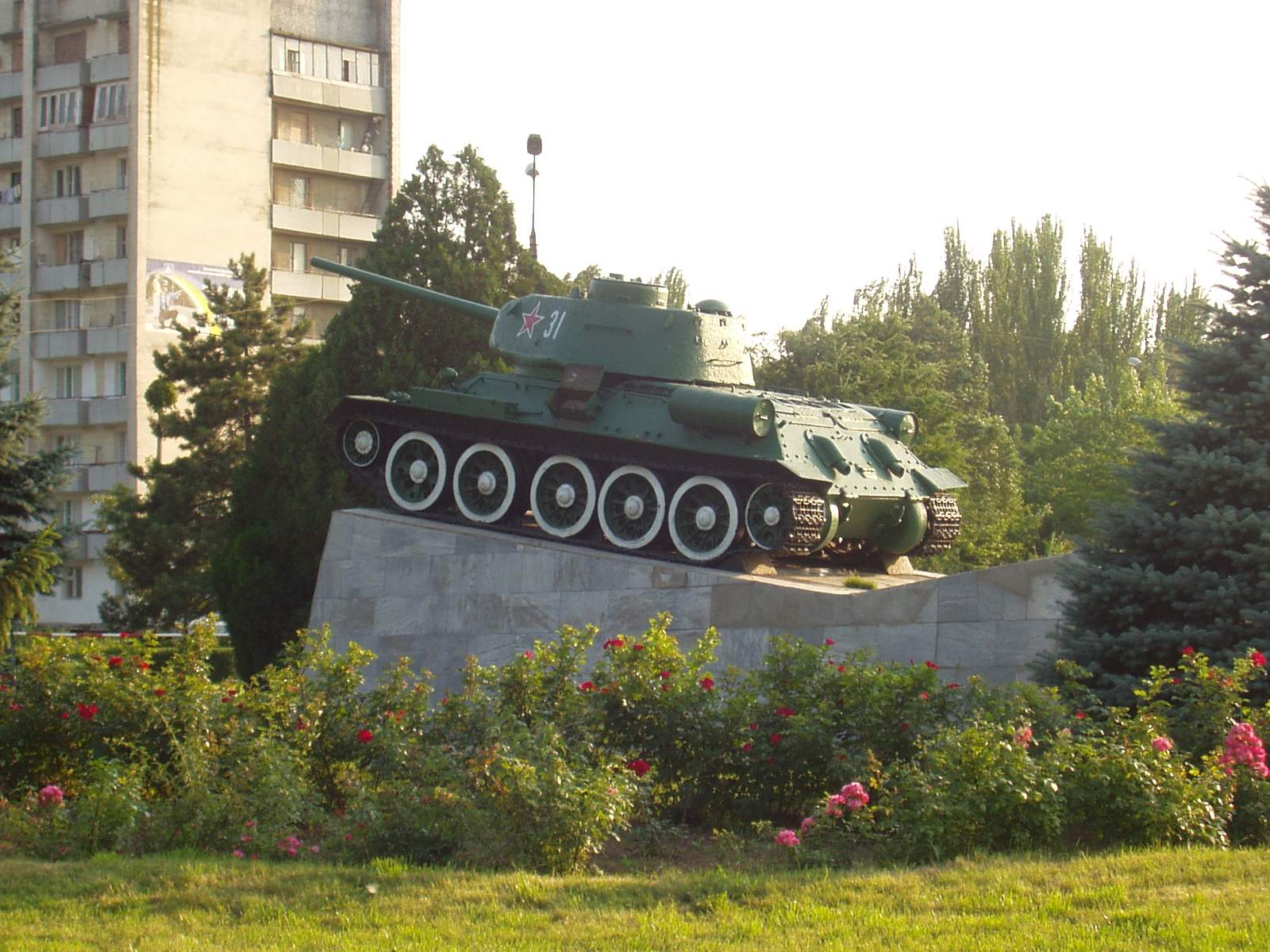
Пам'ятник Т-34
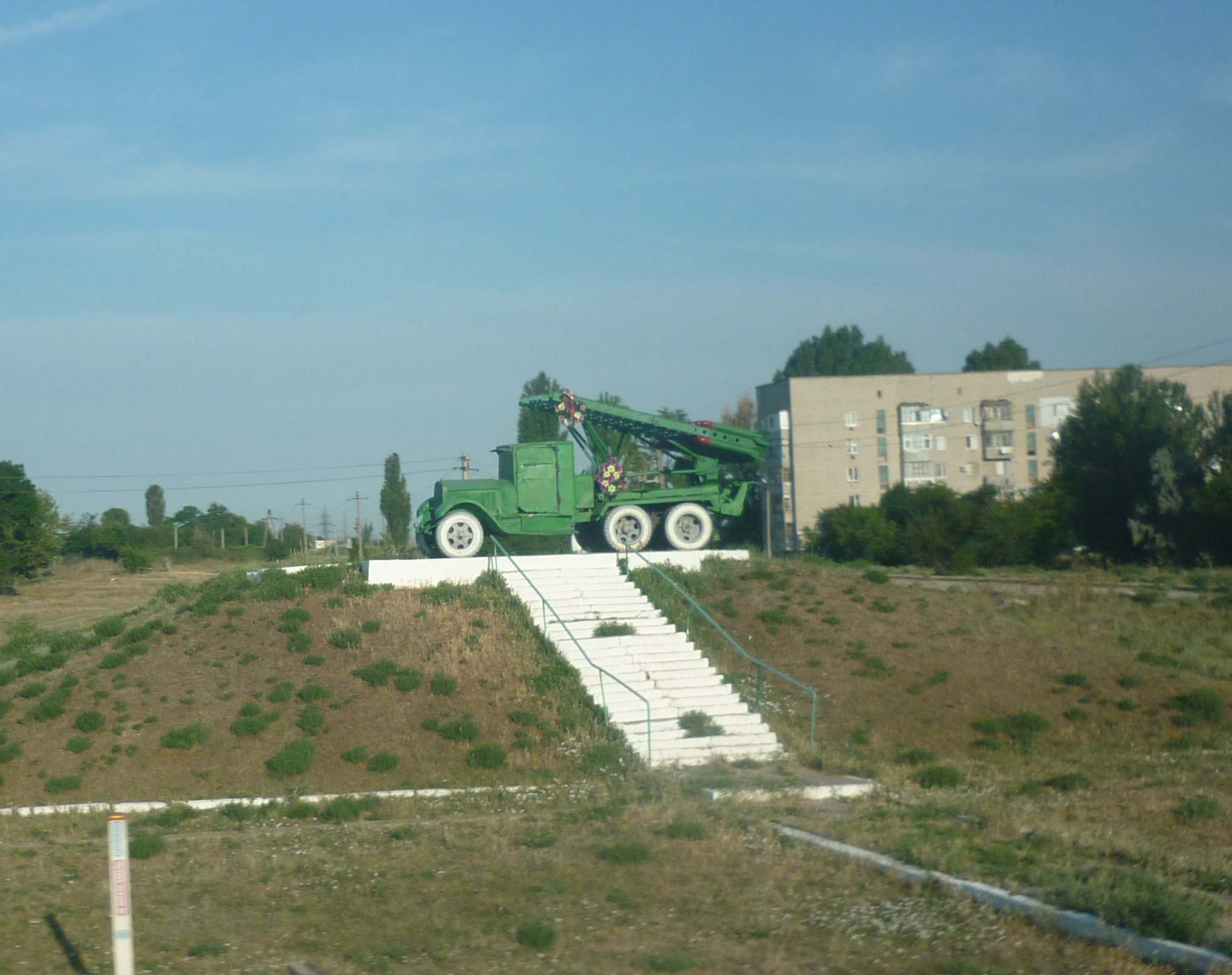
Пам'ятник «Катюші»
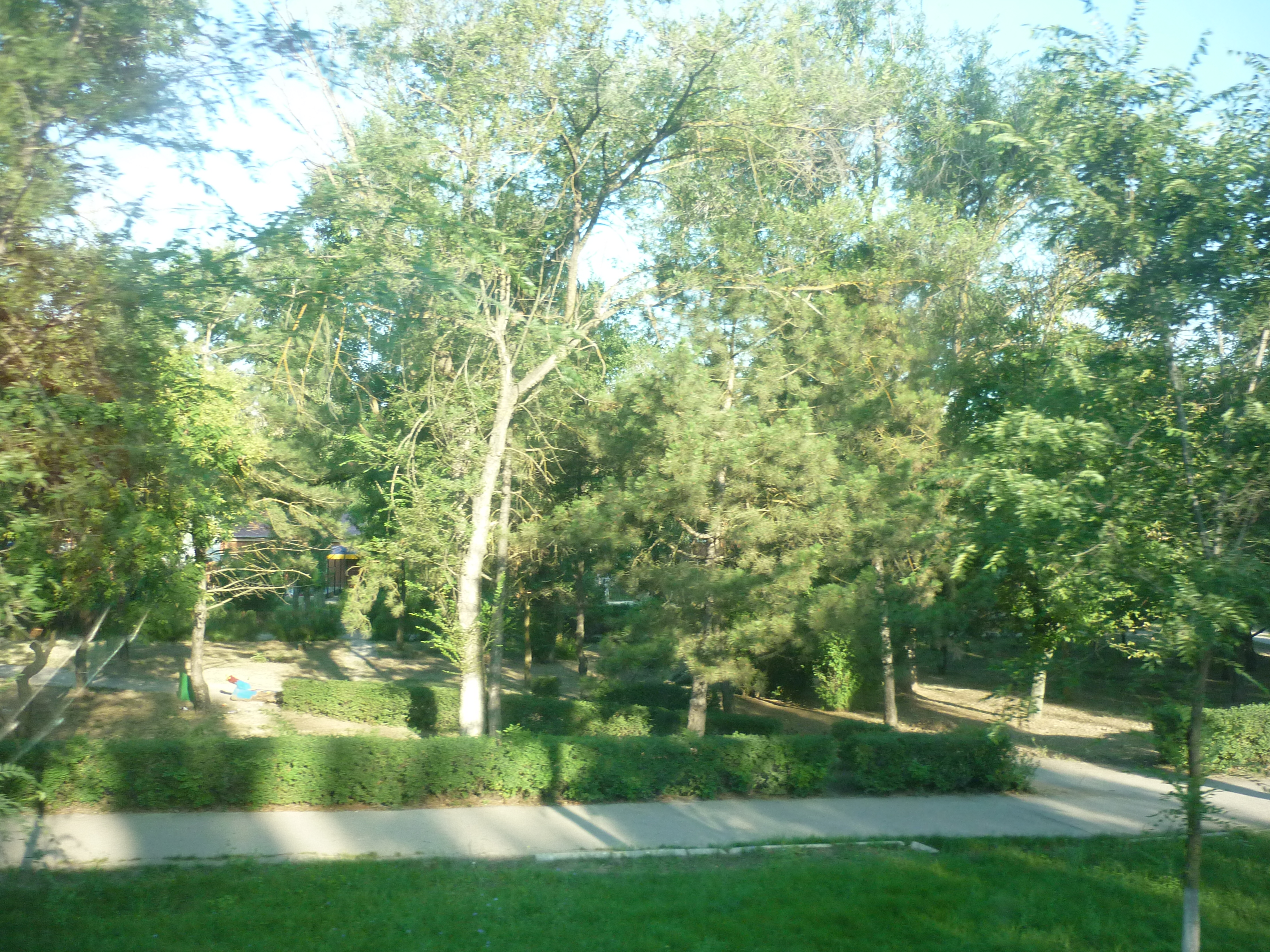
Парк Хіміків
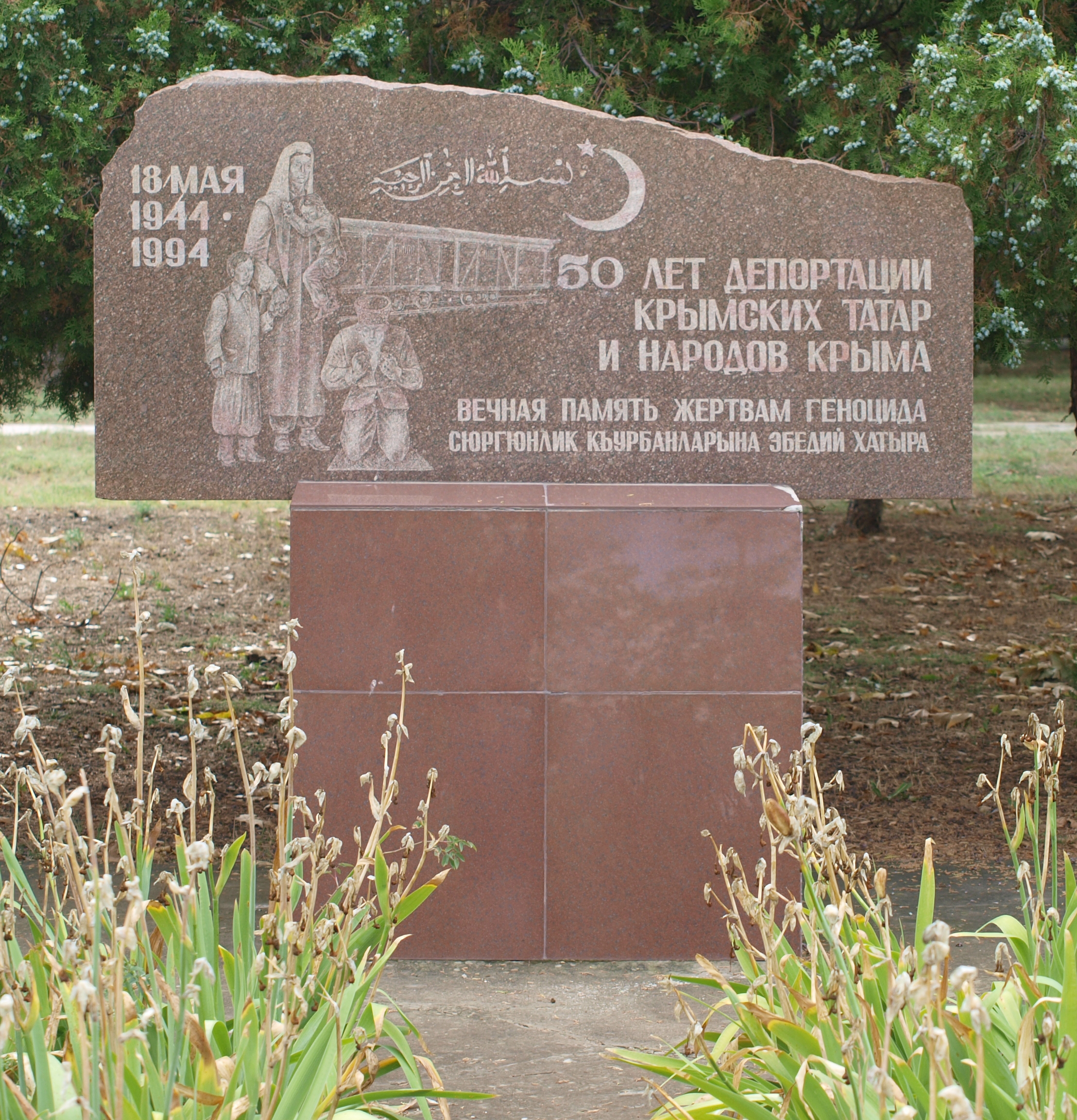
Монумент пам'яті депортації